# Nagelkreuz von Coventry

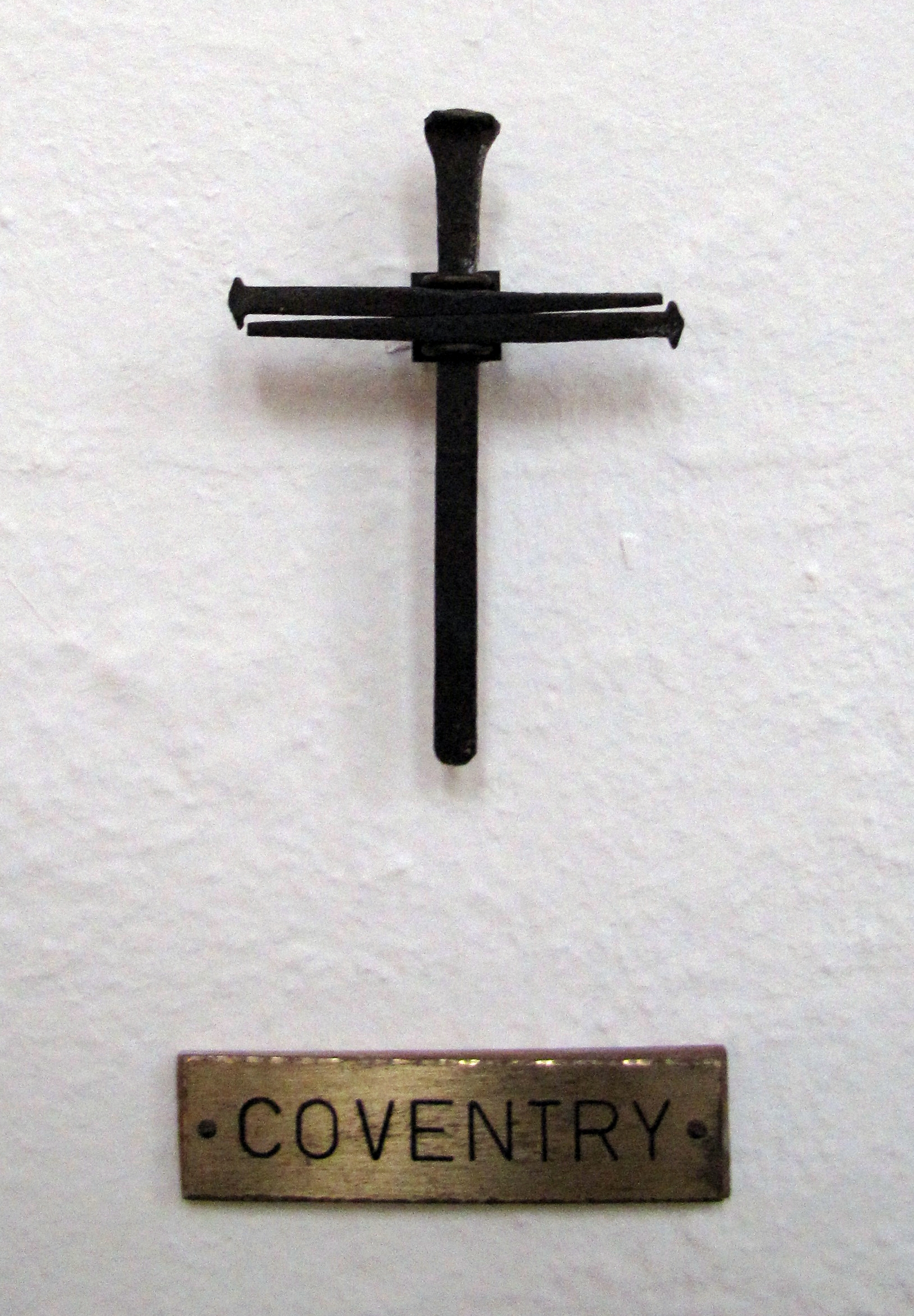
Das älteste Nagelkreuz in Deutschland hängt seit 1947 in der Kieler Nikolaikirche

Das Nagelkreuz von Coventry ist ein christliches Symbol aus der Kathedrale von Coventry. Es soll die Idee der völkerweiten Versöhnung nach dem Zweiten Weltkrieg in die Welt hinaustragen.

## Geschichte
Die Geschichte des Nagelkreuzgedankens begann mit der „Operation Mondscheinsonate“ der deutschen Luftwaffe, dem schweren Luftangriff auf Coventry vom 14. November 1940, bei dem 550 Menschen starben und bei dem mit großen Teilen der Innenstadt sowie Industrieanlagen auch die spätmittelalterliche St. Michael’s Kathedrale zerstört wurden.

### Nagelkreuz
Der damalige Dompropst Richard Howard ließ bei den Aufräumarbeiten drei große Zimmermannsnägel aus dem Dachstuhl der zerstörten Kathedrale, die aus den Trümmern geborgen wurden, zu einem Kreuz zusammensetzen. Er ließ außerdem die Worte „FATHER FORGIVE“ (Vater vergib) in die Chorwand der Ruine meißeln und aus zwei verkohlten Holzbalken ein großes Kreuz zusammensetzen.
In der Ruine der alten Kathedrale ist ein Duplikat des Holzkreuzes zu sehen, das originale Nagelkreuz steht heute in einer künstlerisch gestalteten Weise auf dem Altar der 1962 geweihten neuen Kathedrale. Es gilt als Zeichen der Versöhnung und des Friedens.

### Gemeinschaft von Nagelkreuzzentren
Der Gedanke einer Gemeinschaft von Nagelkreuzzentren wurde von Bill Williams, Dompropst in Coventry von 1958 bis 1981, entwickelt. Weltweit haben sich ökumenische Glaubensgemeinschaften als Nagelkreuzgemeinschaft gebildet. Ihr gehören in Deutschland derzeit 63 Orte mit regelmäßigem Versöhnungsgebet in 49 Städten an; weltweit sind es derzeit über 160. In Deutschland können auch Einzelpersonen Mitglied der Nagelkreuzgemeinschaft werden.
Das Nagelkreuz wird von der Kathedrale in Coventry überwiegend an Kirchengemeinden übergeben, um sie in ihrer Versöhnungs- und Friedensarbeit zu stärken. Die Ziele der weltweiten Nagelkreuzgemeinschaft sind nicht ausschließlich auf die Aussöhnung nach dem Zweiten Weltkrieg ausgerichtet, sondern lauten:
- Wunden der Geschichte heilen,
- Mit Verschiedenheiten leben und die Vielfalt feiern,
- An einer Kultur des Friedens bauen.

Als äußeres Zeichen der Verbundenheit erhält jedes Nagelkreuzzentrum ein Kreuz aus drei Nägeln von Coventry, das dem originalen Kreuz nachgebildet ist.

### Versöhnungsgebet von Coventry
Im Jahre 1959 wurde das Versöhnungsgebet von Coventry formuliert und wird seitdem an jedem Freitagmittag um 12.00 Uhr im Chorraum der Ruine der alten Kathedrale in Coventry gebetet. Die deutsche Übersetzung, die seit Oktober 2015 von der Nagelkreuzgemeinschaft in Deutschland e. V. beschlossen ist, lautet:
Alle haben gesündigt und ermangeln des Ruhmes, den sie bei Gott haben sollten. (Römer 3,23 )

Darum beten wir:

Den Hass, der Rasse von Rasse trennt, Volk von Volk, Klasse von Klasse,

Vater, vergib.

Das Streben der Menschen und Völker zu besitzen, was nicht ihr eigen ist,

Vater, vergib.

Die Besitzgier, die die Arbeit der Menschen ausnutzt und die Erde verwüstet,

Vater, vergib.

Unseren Neid auf das Wohlergehen und Glück der anderen,

Vater, vergib.

Unsere mangelnde Teilnahme an der Not der Gefangenen, Heimatlosen und Flüchtlinge,

Vater, vergib.

Die Gier, die Frauen, Männer und Kinder entwürdigt und an Leib und Seele missbraucht,

Vater, vergib.

Den Hochmut, der uns verleitet, auf uns selbst zu vertrauen und nicht auf Gott,

Vater, vergib.

Seid untereinander freundlich, herzlich und vergebet einer dem anderen, gleichwie Gott euch vergeben hat in Jesus Christus. (Epheser 4,32 )

AMEN

– Das Versöhnungsgebet der Kathedrale von Coventry
Das Versöhnungsgebet von Coventry wurde mit Worten aus der Bibel in einem „Triptychon für Orgel und Sprecher“ (Kreuzigung, Vergebung, Auferstehung) von Lothar Graap anlässlich des 40. Jahrestages (1980) der Zerstörung der Kathedrale von Coventry (14. November 1940) vertont.

## Mitglieder

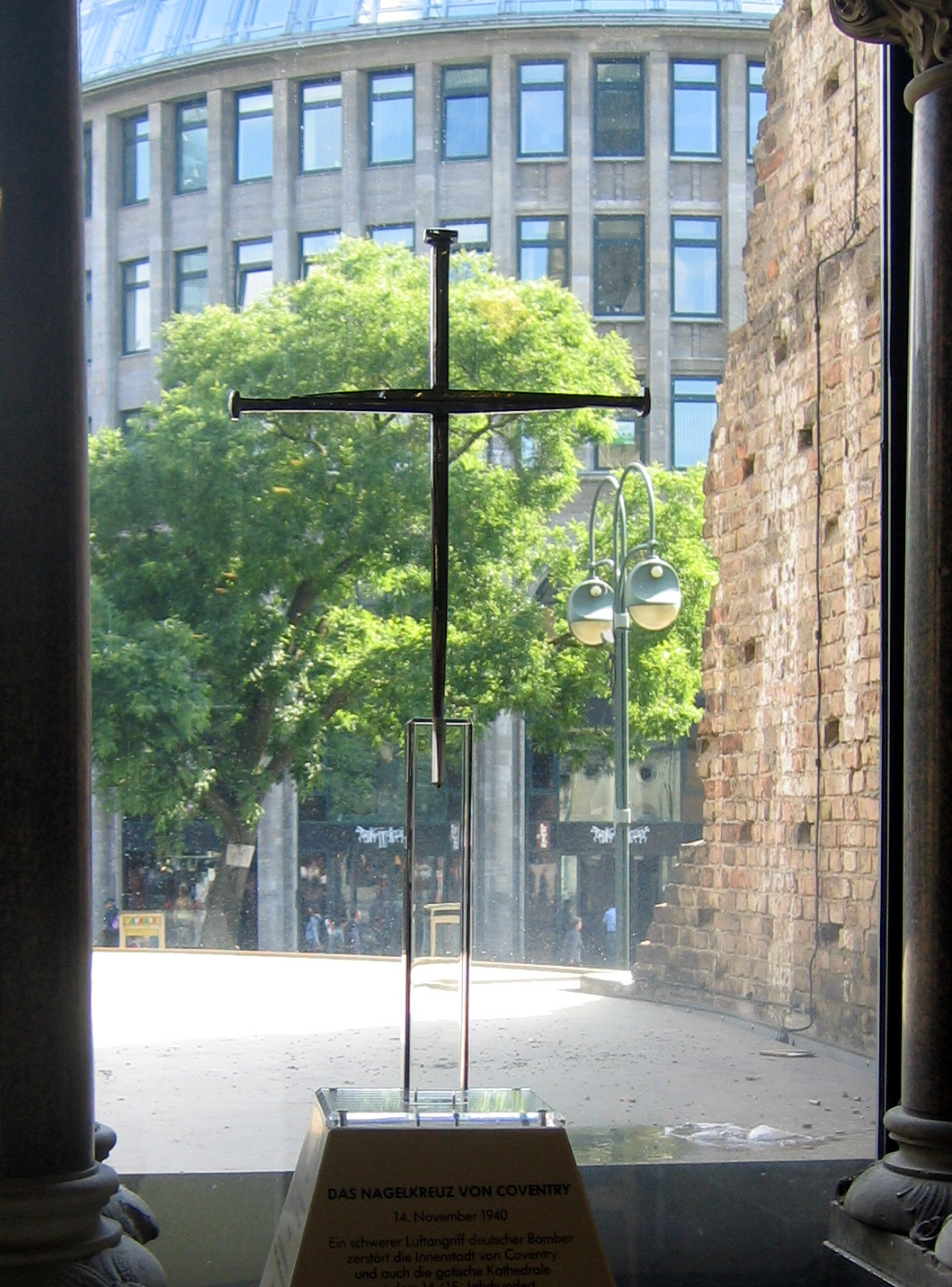
Nagelkreuz in der Kaiser-Wilhelm-Gedächtniskirche, Berlin

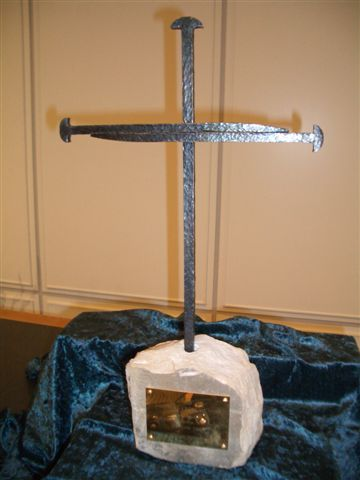
Nagelkreuz in der Gemarker Kirche Wuppertal-Barmen

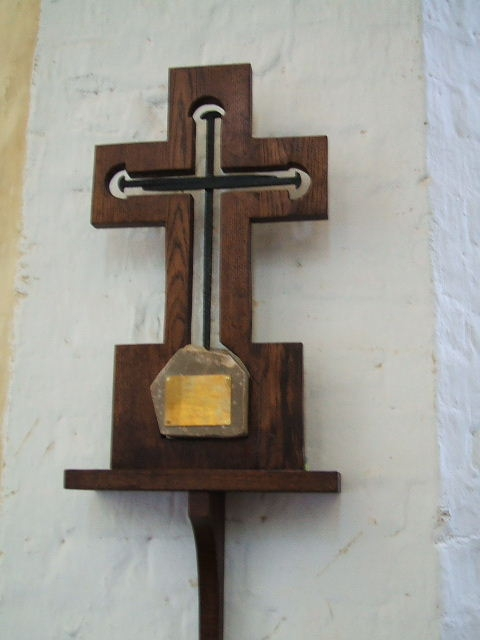
Nagelkreuz in der Marienkirche Stralsund

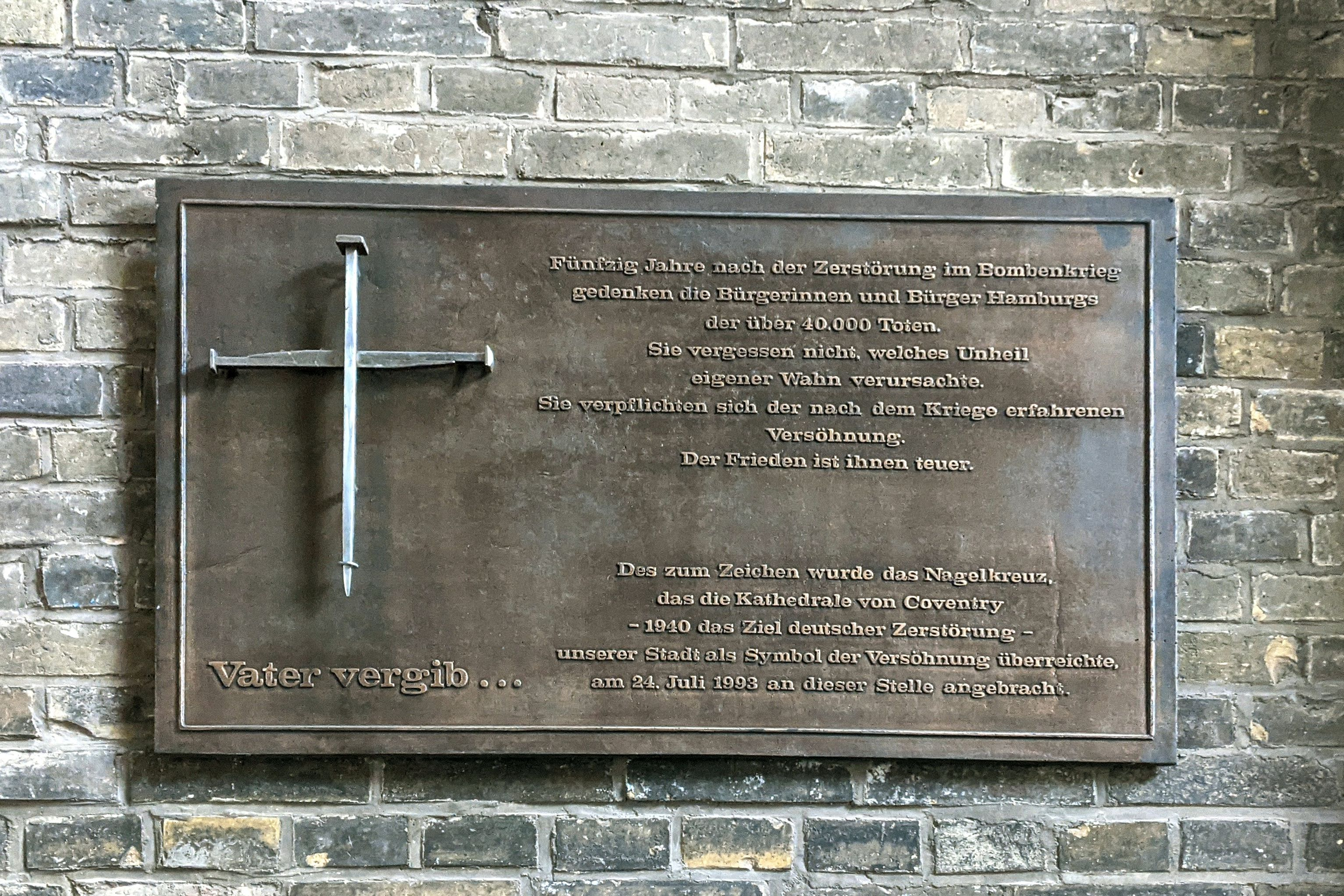
Nagelkreuz im Mahnmal St. Nikolai, Hamburg

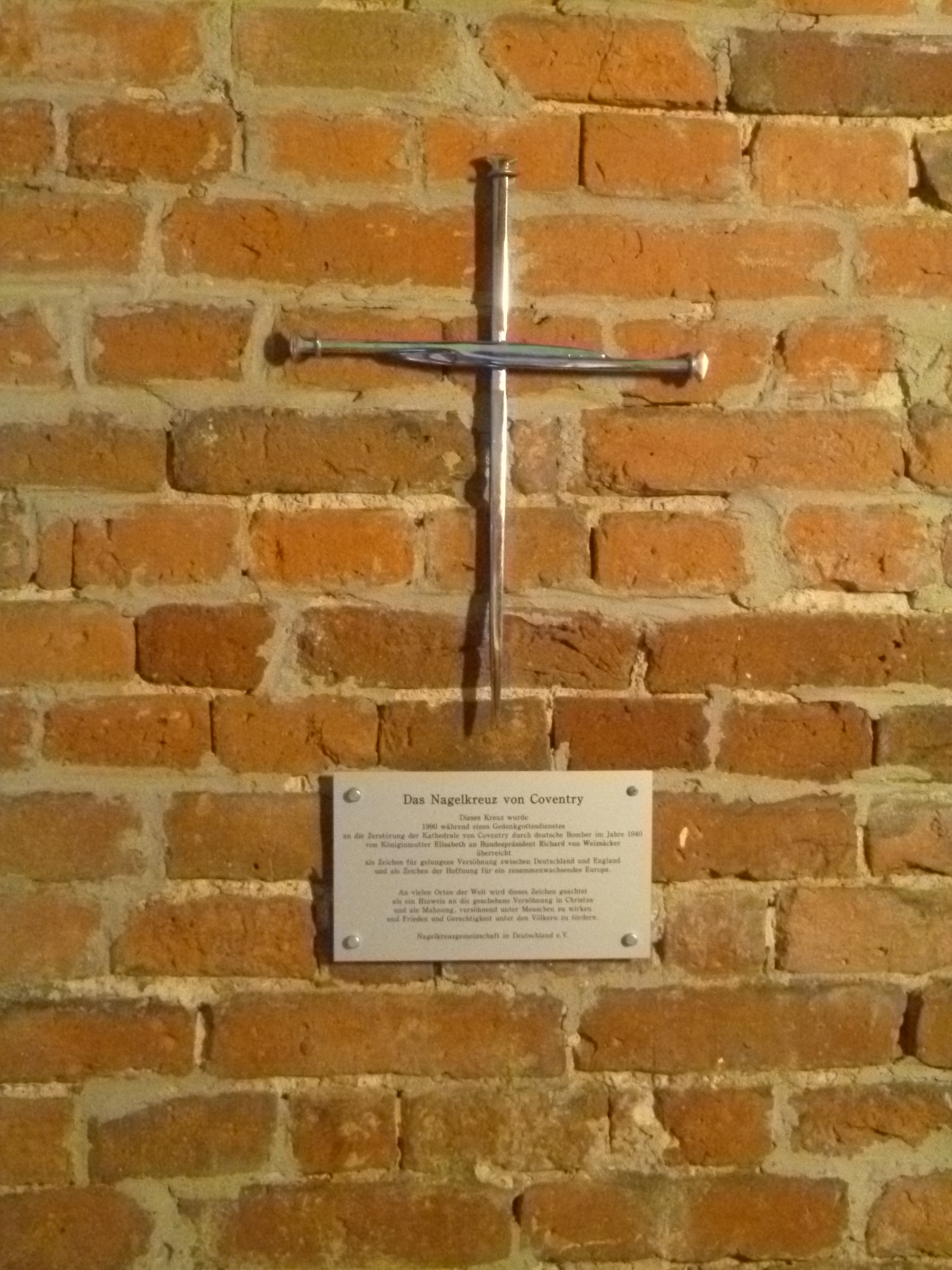
Nagelkreuz im Deutschen Dom, Berlin

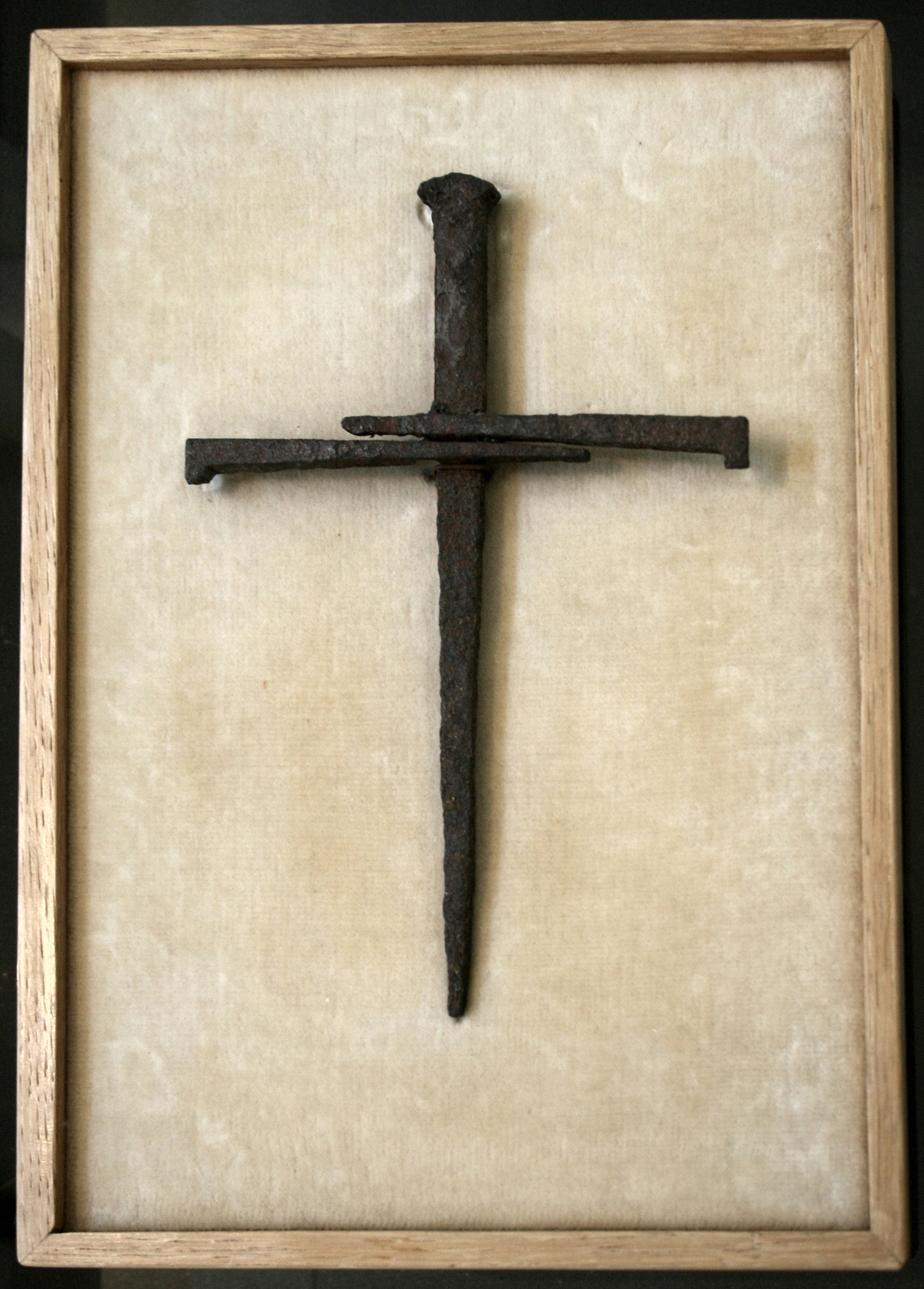
Nagelkreuz, Stiftung Bundeskanzler-Adenauer-Haus, Bad Honnef-Rhöndorf

Zu den Mitgliedern der Nagelkreuzgemeinschaft gehören in Deutschland zum Beispiel:
- in Bad Oeynhausen:
  - Nagelkreuzzentrum Auferstehungskirche in Bad Oeynhausen-Altstadt (seit 2006)
- in Berlin:
  - Nagelkreuzzentrum Aktion Sühnezeichen Friedensdienste (seit 1961)
  - St. Marienkirche
  - Nagelkreuzzentrum Evang. Berufsschularbeit – Kirche in der Arbeitswelt „Haus Kreisau“ (seit 1993)
  - Nagelkreuzzentrum Evang. Versöhnungsgemeinde „Kapelle der Versöhnung“ (seit 1999)
  - Nagelkreuzzentrum Kaiser-Wilhelm-Gedächtniskirche (seit 1987)
  - Nagelkreuzzentrum Alte Pfarrkirche „Zu den vier Evangelisten“, Alt-Pankow (seit 1962)
  - Nagelkreuzzentrum Martin-Luther-Gedächtniskirche (seit 1962)
  - Ev. Seelsorge in der Bundeswehr
- in Chemnitz
  - Nagelkreuzzentrum evangelisch-lutherische Stadtkirche St. Jakobi (seit 5. März 2025)[6]
- in Cottbus
  - Nagelkreuzzentrum Schlosskirche (seit 1984), seit 14. Februar 2015 in der Oberkirche St. Nikolai
  - Menschenrechtszentrum Cottbus e. V. (seit 2016)[7]
- in Dachau
  - KZ-Gedenkstätte (seit 2012)
- in Darmstadt:
  - Nagelkreuzzentrum Stadtkirche (seit 1976)
- in Dessau-Roßlau:
  - Anhaltische Diakonissenanstalt, Dessau
- in Dresden:
  - Ev.-Luth. Diakonissenanstalt (seit 1965)
  - Ev.-luth. Kreuzkirche (seit 1985)
  - Stiftung Frauenkirche Dresden (seit 2005)
  - Ev.-Luth. Kirche Maria am Wasser in Hosterwitz (seit 2006)
  - Denkraum Sophienkirche (seit 2019)
- in Erfurt:
  - Augustinerkloster (Erfurt) (seit 2008)
- in Essen:
  - Kreuzeskirche (seit 2007)
- in Esslingen:
  - Ev. Kirchenbezirk Esslingen (seit 2018)
- Günzburg
  - Nagelkreuzzentrum Hofkirche (seit 2006)
- in Halle (Saale):
  - Nagelkreuzzentrum Hospiz am St. Elisabeth-Krankenhaus (seit 1988)
  - Nagelkreuzzentrum Heilig-Kreuz (seit 1988)
  - Kirchliche Stiftung Petersberg bei Halle/Saale (seit 2014)
- in Hamburg:
  - Nagelkreuzzentrum Mahnmal St. Nikolaikirche (seit 1993)
  - Nagelkreuzzentrum St. Katharinen (seit 2. Februar 1961)
- in Hanau
  - Wallonisch-Niederländische Gemeinde (seit 2011)
- in Heilbronn
  - evangelische Kiliansgemeinde (seit 2009)
- in Heiligengrabe
  - Kloster Stift zum Heiligengrabe (seit 2011)
- auf Hiddensee:
  - evangelische Inselgemeinde (seit 1999)
- in Jena
  - Stadtkirche St. Michael (seit 2023)
- in Karlsruhe:
  - Arbeitsgemeinschaft Christlicher Kirchen (seit 2006), das Kreuz befindet sich in der Christuskirche
- in Kiel:
  - Nagelkreuzzentrum Nikolaikirche (seit 1947)
  - Universitätskirche (seit 1948/2002)
- Köln
  - Ev. Antoniter CityKirche (seit 2016)[8]
- in Kranenburg:
  - St. Peter und Paul (seit 2003)
- in Lagerlechfeld:
  - Nagelkreuzzentrum ev.-luth. Versöhnungskirche (seit 1966)
- in Leipzig:
  - Nagelkreuzzentrum St. Nikolai (seit 1996)
- in Lemgo:
  - Nagelkreuzzentrum St. Nicolai (seit 1989)
- in Löhne:
  - Ev. Kirchengemeinde Matthäus (seit 2006)
- in Löwenstein:
  - Ev. Tagungsstätte (seit 2002)
- in Lübeck:
  - Nagelkreuzzentrum St. Marien (seit 1971)
- in Magdeburg:
  - Nagelkreuzzentrum Evangelischer Kirchenkreis Magdeburg Walloner Kirche (seit 2003)
- in Mainz:
  - Nagelkreuzzentrum Gossner-Haus (seit 1971)
- in Mannheim:
  - Citykirche Konkordien (seit 2006)
- in Meinerzhagen:
  - Nagelkreuzzentrum Haus Nordhelle (seit 1996)
- in Meschede:
  - Nagelkreuzzentrum „Gemeinsames Kirchenzentrum“ (seit 1986)
- in Mönchengladbach:
  - Nagelkreuzzentrum Evangelische Hauptkirche Rheydt (seit November 2011)
- in München:
  - Nagelkreuzzentrum St. Barbara (seit November 2014)
- in Münster:
  - Nagelkreuzzentrum Andreaskirche (seit 2007, übernommen von der Versöhnungskirche seit 1963)
- in Neuendettelsau:
  - Nagelkreuzzentrum Diakonie Neuendettelsau / St. Laurentius
  - Ev. Augustana-Hochschule Neuendettelsau (seit 2017)
- in Neuruppin:
  - Nagelkreuzzentrum Klosterkirche Sankt Trinitatis (seit 1994)
- in Nürnberg:
  - Nagelkreuzzentrum St. Sebald (seit 1999)
- in Obersulm:
  - Evangelisches Paul-Distelbarth-Gymnasium
- in Ottobeuren:
  - Nagelkreuzzentrum Kloster Ottobeuren (seit 1964)
- in Plauen
  - Ökumenische Nagelkreuzgemeinschaft Plauen[9] (seit 2017)
- in Pforzheim:
  - Nagelkreuzzentrum Evangelische Kirchengemeinde Huchenfeld (seit 1992)
  - Nagelkreuzzentrum Evangelische Stadtkirche (seit 2005) und ein Wandernagelkreuz (seit 2010), das jährlich in eine andere Region weitergereicht wird.
- in Potsdam:
  - Stiftung Garnisonkirche – Internationales Versöhnungszentrum (seit 2004)
- in Rostock:
  - St. Marienkirche zu Rostock – Evangelisch-Lutherische Innenstadtgemeinde Rostock (seit 2018)[10]
- in Saarbrücken:
  - Nagelkreuzzentrum Ludwigskirche (seit 2019)[11][12]
- in Sachsenheim
  - Evangelisches Lichtenstern-Gymnasium
- in Schliersee
  - Nagelkreuzzentrum Studienzentrum für ev. Jugendarbeit in Josefstal e. V. (seit 1967)
- in Schwerte:
  - Nagelkreuzzentrum Haus Villigst, Amt für Jugendarbeit der Evangelischen Kirche von Westfalen (seit 2002)
- in Sievershausen (Lehrte):
  - Antikriegshaus Sievershausen und Ev. Kirchengemeinde Sievershausen (seit 2014)
- in Stralsund:
  - Nagelkreuzzentrum St. Marien (seit 2005)
- auf Usedom:
  - evangelische Kirchengemeinde Karlshagen (seit 2009)
  - Jugendbegegnungsstätte Golm (Wandernagelkreuz, seit 2009)
- in Weimar
  - Herderkirche (seit 2012)
- in Witten
  - Evangelische Kirchengemeinde Annen (seit 2011)
- in Würzburg:
  - Nagelkreuzzentrum Würzburg (seit 2001), in der Arbeitsgemeinschaft christlicher Kirchen in Würzburg mitwirkend[13]
    - Würzburger Wandernagelkreuz, jedes Jahr in einer anderen Würzburger Kirche
    - Dokumentationsraum des Grafeneckart im Rathaus
    - Marienkapelle am Marktplatz
- in Wuppertal-Barmen:
  - Gemarker Kirche (seit 2007)